# Gulvattrad lövmätare
Gulvattrad lövmätare (Idaea pallidata) är en fjärilsart som beskrevs av Ignaz Schiffermüller 1775. Gulvattrad lövmätare ingår i släktet Idaea och familjen mätare, Geometridae. Arten är reproducerande i Sverige. Inga underarter finns listade i Catalogue of Life.

## Bildgalleri

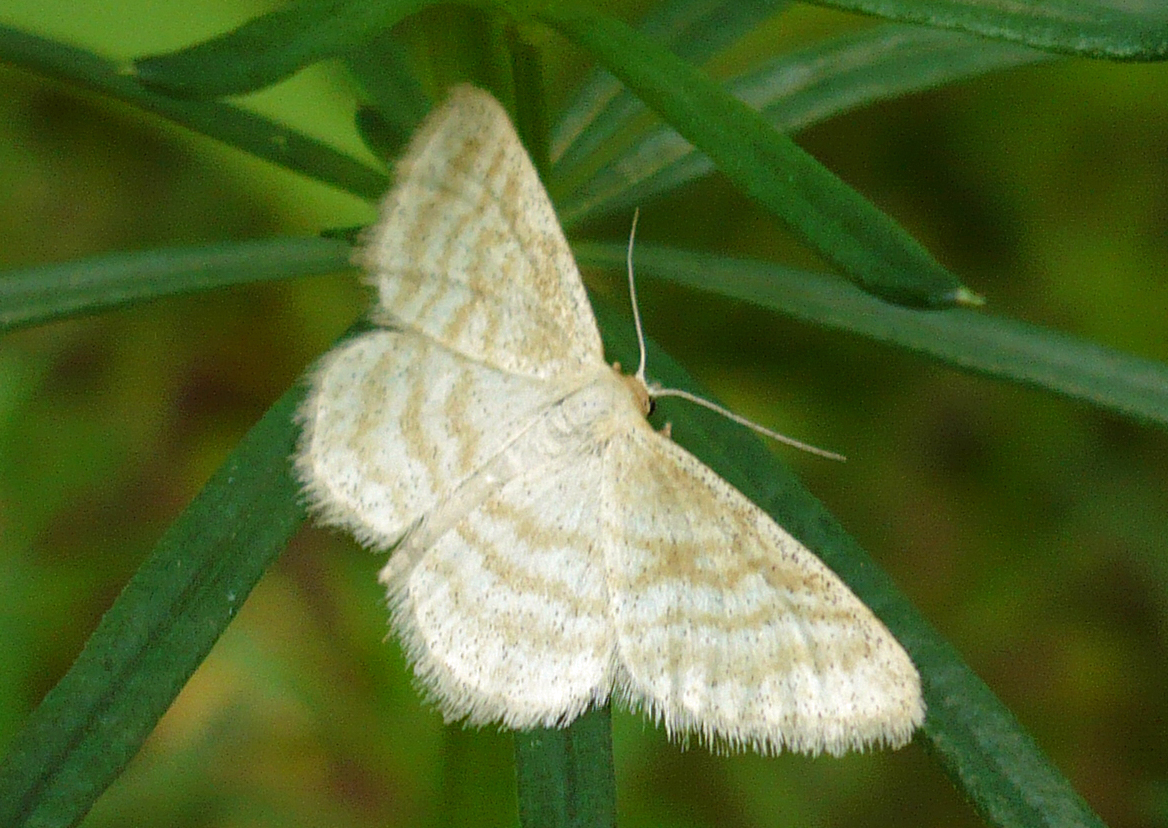
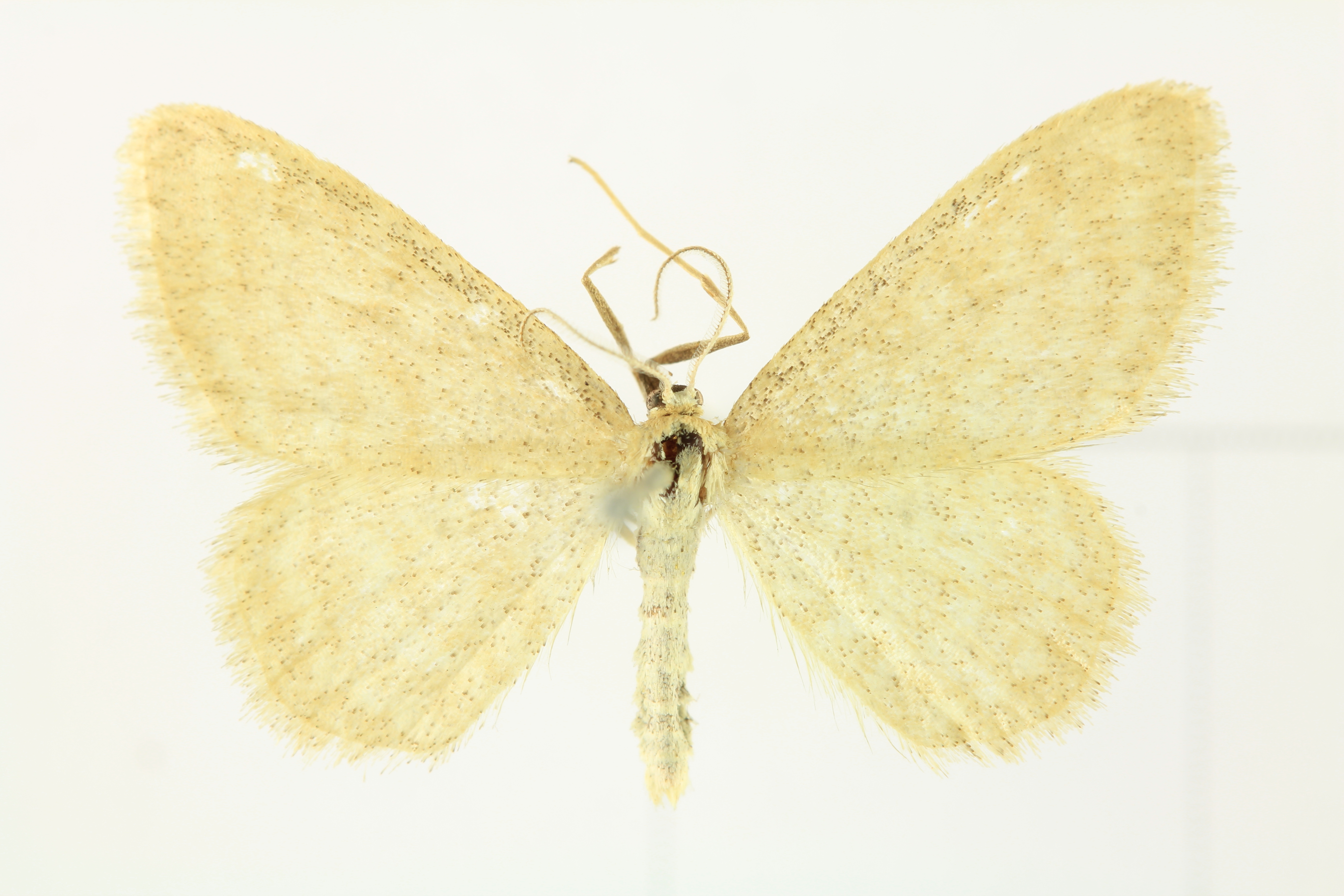
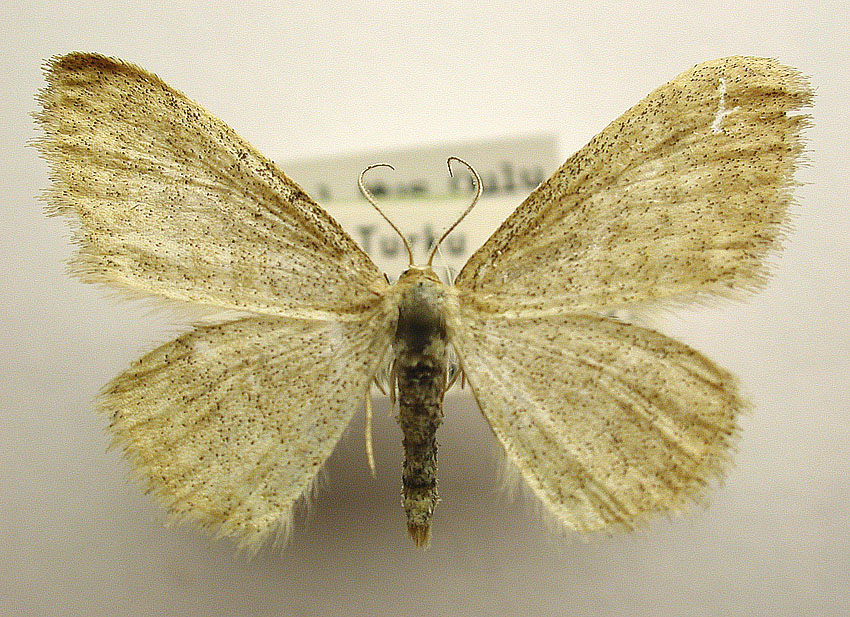